# Andrietta Lindeberg
Inte att blanda ihop med fotografen Andriette Charlotte Lindeberg (1821-1909)
Andrietta Wilhelmina Lindeberg, född 4 februari 1826 i Hedvig Eleonora församling, Stockholm, död 6 april 1913 i Maria Magdalena församling, Stockholms stad, var konstnär och en av Sveriges första kvinnliga xylografer.
Lindeberg var enda dotter till operasångerskan Wilhelmina Enbom och publicisten Anders Lindeberg. Hon utbildade sig troligen privat. Hon kallade sig "målarinna", men var främst känd som xylograf och anses som sådan ha varit stilbildande när hon debuterade i Sverige 1844–1846, vid sidan av Gustaf Wahlbom, Carolina Weidenhayn, Gustaf och Louis de Vylder, och Pehr Fredrik Kjerrulf. I hennes dödsruna står det att hon ägnade sig åt konst i sin ungdom, bland annat landskapsmåleri, men främst erkändes för sina xylografier.